# Zeche Maximus
Die Zeche Maximus ist ein ehemaliges Steinkohlenbergwerk in Vormholz. Das Bergwerk hat eine über 170-jährige Geschichte. Es ist aus mehreren kleinen Stollenbergwerken entstanden.

## Geschichte

### Die Anfänge
Das Bergwerk wurde bereits im Jahr 1731 in den Unterlagen genannt. Im Jahr 1799 wurde durch das königliche Bergamt die Genehmigung zum Betrieb des Bergwerks erteilt. Im Jahr 1823 wurden zwei Längenfelder, am 12. Februar das Feld Maximus Nordflügel und am 22. Februar das Feld Maximus Südflügel, verliehen. Im Juni des Jahres 1834 wurde das Bergwerk in Betrieb genommen. Es wurde der Versuchsschacht Primus geteuft. Der Schacht wurde bis zum Muldentiefsten geteuft, als Antrieb diente ein Göpel. Da keine brauchbaren Aufschlüsse getätigt wurden, wurde das Bergwerk am 31. Januar des darauffolgenden Jahres gestundet. Am 18. Oktober des Jahres 1837 wurde das Bergwerk erneut in Betrieb genommen. Das Bergwerk wurde dieses Mal aus dem St. Johannes Erbstollen angefahren. Im Jahr 1838 wurde Schacht Primus tiefer geteuft. Im Februar des darauffolgenden Jahres wurde mit dem Abbau begonnen. Die abgebaute Kohle wurde im Göpelschacht Primus gefördert. Im April des Jahres 1845 wurde das Bergwerk stillgelegt. Grund für diese Stilllegung war unreine Kohle.

### Der weitere Ausbau und Betrieb
Am 15. Oktober des Jahres 1849 wurde das Längenfeld Urban verliehen. Das Bergwerk wurde wieder in Betrieb genommen. Es wurde ein querschlägiger Tagesstollen auf eine Länge von 91 Metern aufgefahren. Der Stollen zunächst aufgefahren, bis er das Flöz durchörterte, anschließend wurde er im Nebengestein weiter aufgefahren. Dadurch war es möglich, im Flöz weitere Örter aufzufahren. Außerdem wurde ein Abbaustollen auf eine Länge von 70 Metern aufgefahren. Das Stollenmundloch befand sich westlich vom Muttenbach etwa 150 Meter südlich von der Zeche Vereinigte Hermann. Um das Jahr 1855 wurde die Zeche Maximus erneut wegen unreiner Kohle stillgelegt. Im Jahr 1897 wurde das stillgelegte Bergwerk unter dem Namen Zeche Urban wieder in Betrieb genommen. Es wurde der Urban & Maximus Stollen aufgefahren. Der Stollen war ein Wasserlösungsstollen und wurde von den Zechen Urban und Maximus für die Lösung des Grubenfeldes genutzt. Der Stollen reichte bis ins Hammertal und hatte dort eine Endlänge von 1600 Metern. Am 1. Februar des Jahres 1899 wurde der Stollen der Zeche Urban gekauft, es wurde danach mit dem Abbau begonnen. Am 29. November des Jahres 1901 ging das Bergwerk aufgrund von Zahlungsunfähigkeit in den Konkurs. Am 20. Januar des Jahres 1902 wurde der Betrieb eingestellt.

### Die letzten Jahre
Noch im Jahr 1902 kam es zu einem Besitzerwechsel. Am 2. Juni desselben Jahres wurde das Bergwerk wieder in Betrieb genommen. Im Jahr darauf wurde der Abbau auf das Muldentiefste konzentriert, das Baufeld hatte eine Abmessung von 800 Metern streichend und 151 Metern querschlägig. Im Jahr 1904 wurde die Zeche Maximus von der Zeche Vereinigte Hermann erworben. Im Jahr 1905 förderte die Zeche Vereinigte Hermann durch den Maximusstollen. Am 19. Januar des Jahres 1906 konsolidierte die Zeche Maximus mit der Zeche Vereinigte Hermann.

## Förderung und Belegschaft
Die ersten bekannten Förderzahlen stammen aus dem Jahr 1834, damals wurde eine Förderung von rund 25 Tonnen Steinkohle erbracht. Die ersten bekannten Belegschaftszahlen stammen aus dem Jahr 1838, damals waren neun Bergleute auf dem Bergwerk beschäftigt. Im Jahr 1840 wurden 20.348 Scheffel gefördert. Im Jahr 1844 lag die Förderung bei 25.037 Scheffel Steinkohle. Im Jahr 1900 wurden von 45 Bergleuten etwa 5300 Tonnen Steinkohle gefördert. Im Jahr 1902 wurden von 19 Bergleuten 3145 Tonnen Steinkohle gefördert. Im Jahr 1904 wurde die maximale Förderung des Bergwerks erbracht. Mit 26 Bergleuten wurden 6864 Tonnen Steinkohle gefördert. Die letzten bekannten Förder- und Belegschaftszahlen des Bergwerks stammen aus dem Jahr 1905, es wurden mit 15 Bergleuten 2094 Tonnen Steinkohle abgebaut.

## Heutiger Zustand
Von der Zeche Maximus sind noch Reste eines Fundamentes und ein Stollenmundloch vorhanden. Das Stollenmundloch befindet sich in Witten im Muttental. Oberhalb des Stollenmundloches kann man eine Geländeabsenkung erkennen. Diese Geländeabsenkung ist durch den Einbruch des Stollens entstanden. Der Maximusstollen ist als Bodendenkmal in der städtischen Denkmalliste eingetragen.